# Theristria delicatula
Theristria delicatula är en insektsart som först beskrevs av John Obadiah Westwood 1852.  Theristria delicatula ingår i släktet Theristria och familjen fångsländor. Inga underarter finns listade i Catalogue of Life.